# En hiver
En hiver (en russe Зимой) est un tableau du peintre russe Constantin Korovine, conservé à la galerie Tretiakov à Moscou.

## Réalisation
Dans les années 1894-1895, Constantin Korovine a peint un certain nombre de paysages du Nord, parmi lesquels, en particulier, sa peinture Hiver en Laponie (1894) et Aurores boréales (1894-1895). La peinture En hiver fait partie de ce cycle.

## Description
Le tableau représente un cheval tractant un traîneau, debout tranquillement dans la neige près d'une maison de village. Juste à côté, on distingue des arbres nus d'hiver, et une clôture branlante. Au loin, à l'horizon, sous un ciel nuageux, s'étend une bande sombre de forêt.
Les couleurs du tableau sont dominées par différentes nuances de gris et de blanc, qui peuvent être distinguées des couleurs chaudes et froides, ce qui crée une pluralité d'effets de lueur nacrée. En particulier, les nuances de gris ne sont pas un mélange de noir et blanc, tel que préparé en mélangeant des tons contrastés chauds et froids.

## Parcours du tableau
En hiver est exposé à la 6e exposition de l'Association des artistes de Moscou, tenue en 1899. En 1900, il est acheté par le Conseil de la galerie Tretiakov. Le tableau est également présent à l'exposition consacrée à Constantin Korovine qui a eu lieu du 29 mars au 12 août 2012 dans la salle d'exposition de la Galerie nationale Tretiakov sur Krymsky Val,.

## Commentaires
Dans son ouvrage consacré à la vie et au travail de Korovine, Vera Domiteeva écrit :

« En hiver voilà un résultat. Préliminaire et provisoire, mais un résultat. L'histoire immédiate de l'esquisse est courte : il rentre de Paris chez lui, ce qui lui avait beaucoup manqué, il est de nouveau  surpris de tout ce qu'il voit et  peint que c'est un jour de bonheur retrouvé. L'histoire d'arrière-plan est plus longue : elle part des paysages de l'exposition des étudiants, lorsque Korovine se réjouit de la neige fondante, résonne un présage. Maintenant, il commence à apprécier la paix. La neige dans ce croquis est plate, dense - relaxante, reposante dans son cycle annuel... L'air glacial et les narines chaudes du cheval. L'hiver c'est la philosophie de Constantin Korovine, quand on distingue sur la neige blanche, les éléments premiers du bien (l'état d'être bon, de la bonté). »

Le critique d'art Mikhail Kiselyov écrit, à propos du sens de cette peinture :

« Pour parler du tableau En hiver, il faut souligner que c'est précisément cette peinture qui était la condition préalable à des manifestations aussi importantes dans l'art russe que le cycle des paysans de  Serov et « Mars » d' Levitan, créé un an plus tard »